# 주세붕
주세붕(周世鵬, 1495년~1554년)은 서원을 창시한 조선의 학자·문신이다. 본관 상주(尙州), 자는 경유(景遊), 호는 신재(愼齋)·손옹(巽翁)·남고(南皐)이며, 시호 문민(文敏)이다.

## 생애
주세붕은 이조·병조 참판을 지낸 방유령(方有寧)의 문인이다. 그는 1522년(중종 17년) 별시 문과에 급제하여 승문원 정자(正字)가 되어 사가독서한 후 검열·부수찬 등을 지내다가 이항의 소지를 공공연한 자리에 꺼낸 문제와 관련하여, 김안로의 배척을 받아 좌천되었다.
그 후 곤양 군수를 거쳐 풍기 군수로 있을 때, 여러가지의 일화들을 남겼다.
풍기 군수로 있을 때 재산 문제로 동생과 다툰 한 백성이 있었는데, 주세붕은 그 형으로 하여금 제 아우를 업고 종일 동헌의 뜰을 돌게 하였다. 그가 몹시 지치게 되었을 때에 불러 ‘어릴적 동생을 업어 기를 때에도 다투어 빼앗을 생각을 가졌었느냐?' 하니 자신의 욕심을 부끄럽게 여기고 물러갔다고 한다. 이러한 과정에서 많은 사람들이 주세붕을 비웃었으나 얼마 안가 그의 솜씨에 감복하였다. 실록의 사관은 '유학을 겨우 알고 있으나 많은 사람들을 교화시켰다.'라고 그를 평했다.
1542년(중종 37) 백운동에 고려 말의 학자 안향의 사당을 세웠다. 이듬해 백운동 서원(소수 서원)을 창설하였는데, 이것이 한국 최초의 서원이다. 1541년 5월 22일의 실록에서는 '사당의 좌우에 학교를 세워 유생이 거처하는 곳으로 하고, 약간의 곡식을 저축하고, 이자를 받아서, 고을 안의 모든 백성 가운데에서 준수한 자가 모여 먹고 배우게 하였다. 당초 터를 닦을 때에 땅을 파다가 구리 그릇 3백여 근을 얻어 중국에서 책을 사왔는데, 경서(經書)뿐만 아니라 무릇 정·주(程朱)의 서적도 없는 것이 없었으며, 권과도 게을리하지 않았다'고 기록했다.
이항의 분경과 관련한 문제로 비판을 받기도 했지만, 그는 다른 유학자들과는 달리 타 학문에 대한 유연한 사고방식과 백성을 위한 마음가짐의 선비 정신을 가지고 있었다고도 기록했다. 흉년이 들었을 때, 자신의 재산을 털어가면서 백성들을 구황하였는데, 그의 구황실적은 도내 제일이었다. 풍기 군수에 제수된지 1년 뒤 조정에서는 이와 관련한 포상문제를 논하였다. 그 후 직제학·도승지·대사성·호조 참판을 역임하고, 1551년 황해 감사로 있을 때 해주에 수양 서원(문헌 서원)을 창설하였다. 청백리에 녹선되었으며 죽은 후 예조판서에 추증되었다.

## 저서 및 작품
저서로는 《무릉잡고(武陵雜稿)》, 편서로는 《죽계지(竹溪誌)》·《동국명신언행록(東國名臣言行錄)》·《심도이훈(心圖彛訓)》 등이 있으며,〈도동곡(道東曲)〉·〈육현가(六賢歌)〉·〈엄연곡(儼然曲)〉·〈태평곡(太平曲)〉 등 장가(長歌)와 〈군자가(君子歌)〉 등의 단가 8수가 전한다.

## 같이 보기
- 서원
- 백운동 서원

## 참고 자료
- 이 문서에는 다음커뮤니케이션(현 카카오)에서 GFDL 또는 CC-SA 라이선스로 배포한 글로벌 세계대백과사전의 "〈양반관료의 대립과 분열〉" 항목을 기초로 작성된 글이 포함되어 있습니다.